# 창릉천
창릉천(昌陵川)은 한강의 지류이다. 덕수천(德壽川)이라고도 한다. 북한산 효자계곡에서 발원하여 북한동계곡에서 발원하는 북한천을 합친 뒤 서울특별시 경계를 지나다가 덕양구를 통과하여 방화대교 북단 부근에서 한강에 합쳐진다. 대표적인 지류로는 북한산에서 내려온 북한천과 진관천이 있다. 